# Pleurants

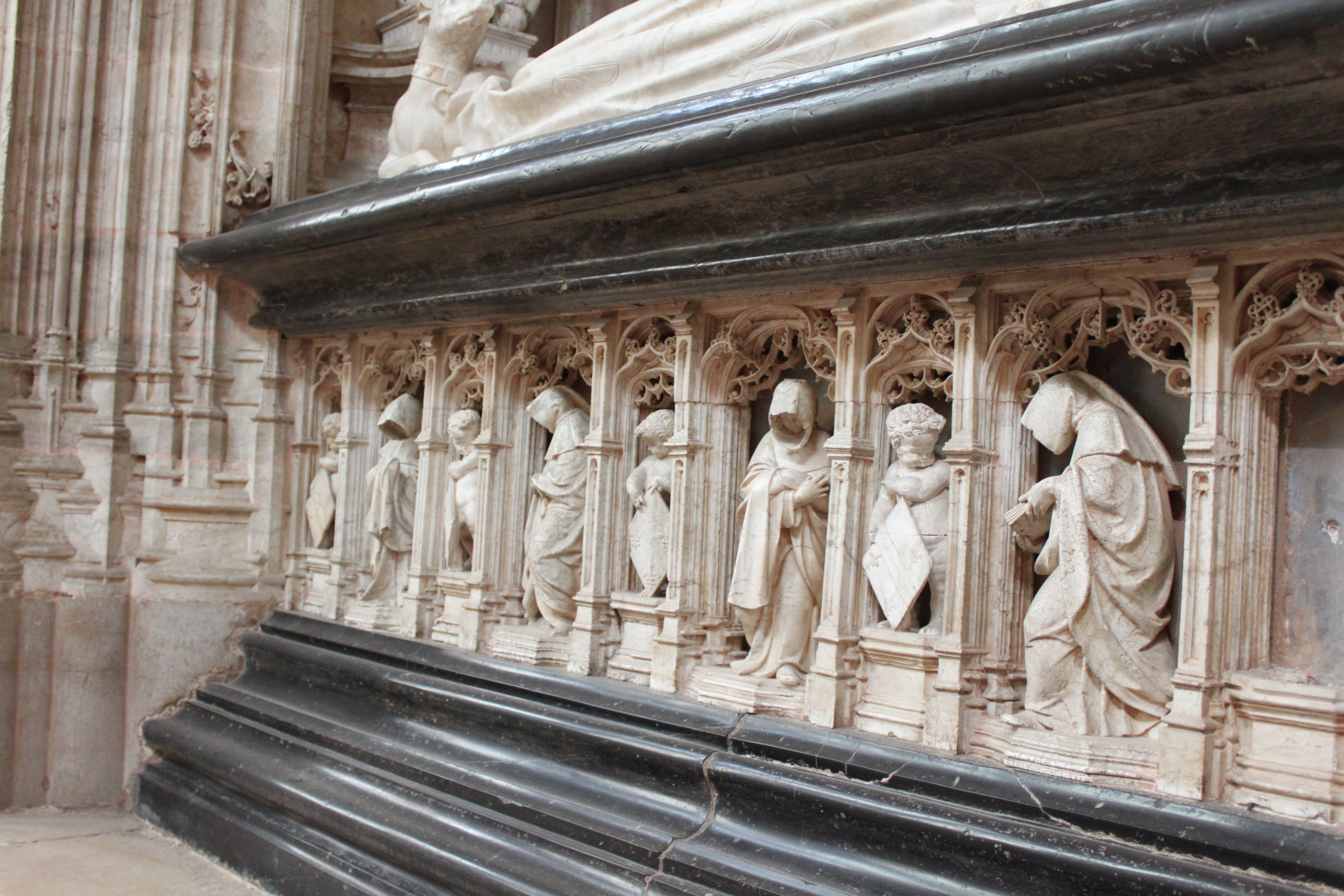
Pleurants de Margarida de Bourbon (1438–1483) no Mosteiro Real de Brou, em Bourg-en-Bresse, França, por Conrad Meit

Pleurants ou chorões (significado em português de pleurants) são figuras esculpidas anônimas representando enlutados, usadas para decorar elaborados monumentos tumulares, principalmente no final da Idade Média na Europa Ocidental. Normalmente, eles são relativamente pequenos e um grupo era colocado ao redor dos lados de um monumento de tumba elevado, talvez intercalados com decoração heráldica ou carregando escudos junto. Eles podem estar em relevo ou isolados.

## Grã-Bretanha

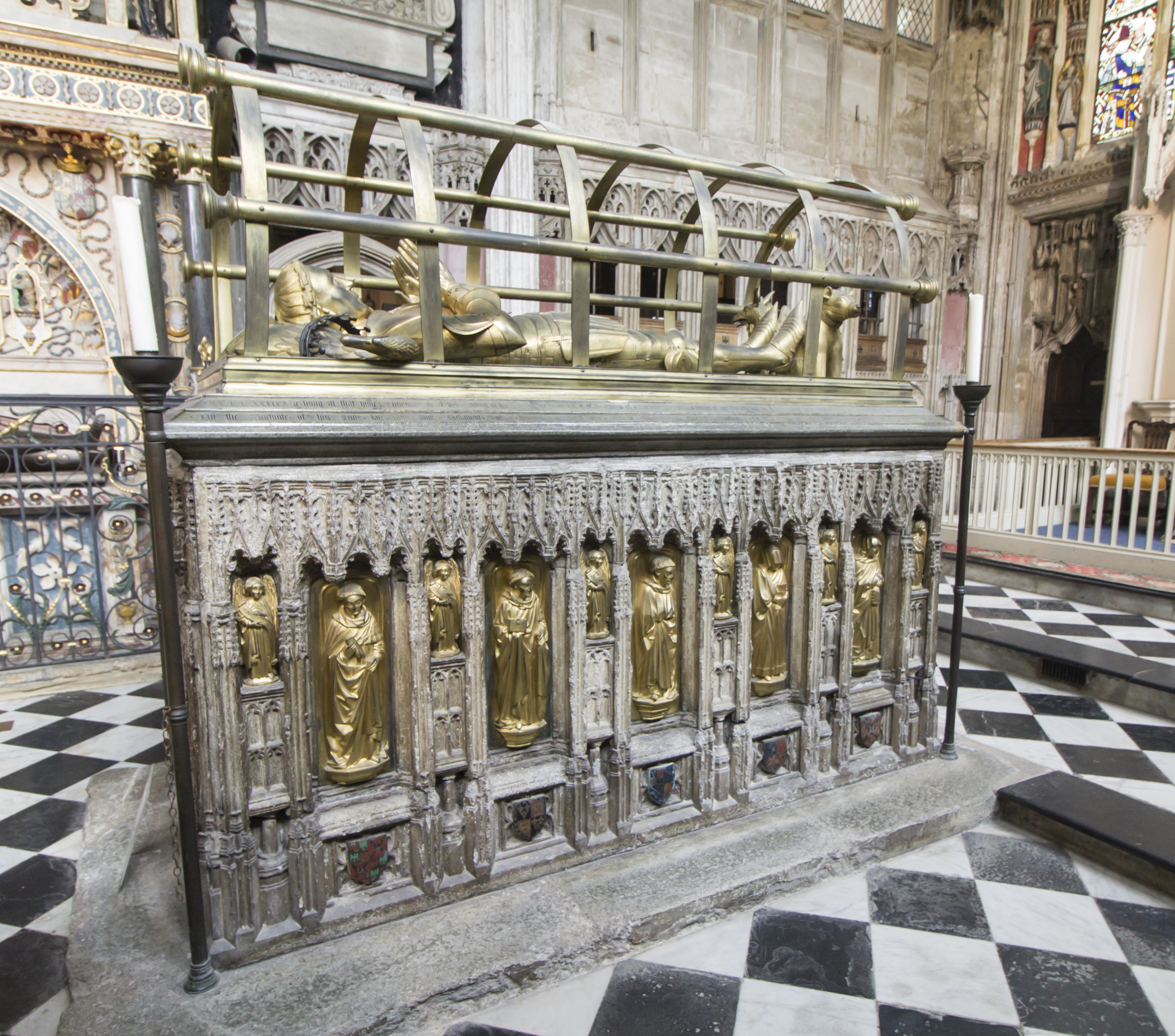
Efígie de Richard Beauchamp, 13º Conde de Warwick na Igreja Colegiada de St Mary, Warwick

O tipo surgiu na Inglaterra no século XIII, inspirado em exemplos franceses. Os primeiros exemplos tinham figuras em relevo colocadas em molduras quadrifólio, como no túmulo agora usado por Henry Marshal, Bispo de Exeter (falecido em 1206) na Catedral de Exeter.
O primeiro uso registrado da palavra inglesa é em um contrato relacionado à construção do grandioso túmulo de Richard Beauchamp, 13º Conde de Warwick, que morreu em 1437 na França, embora o contrato seja algum tempo depois, e os túmulos tenham sido feitos em 1452-53. Esta tem a efígie e os choros em bronze dourado, e ainda está na Igreja Colegiada de St Mary, Warwick, com as "xiv imagens em relevo de senhores e senhoras em diversas vestes, chamadas chorosas", colocadas em nichos nas laterais, que foram especificados.

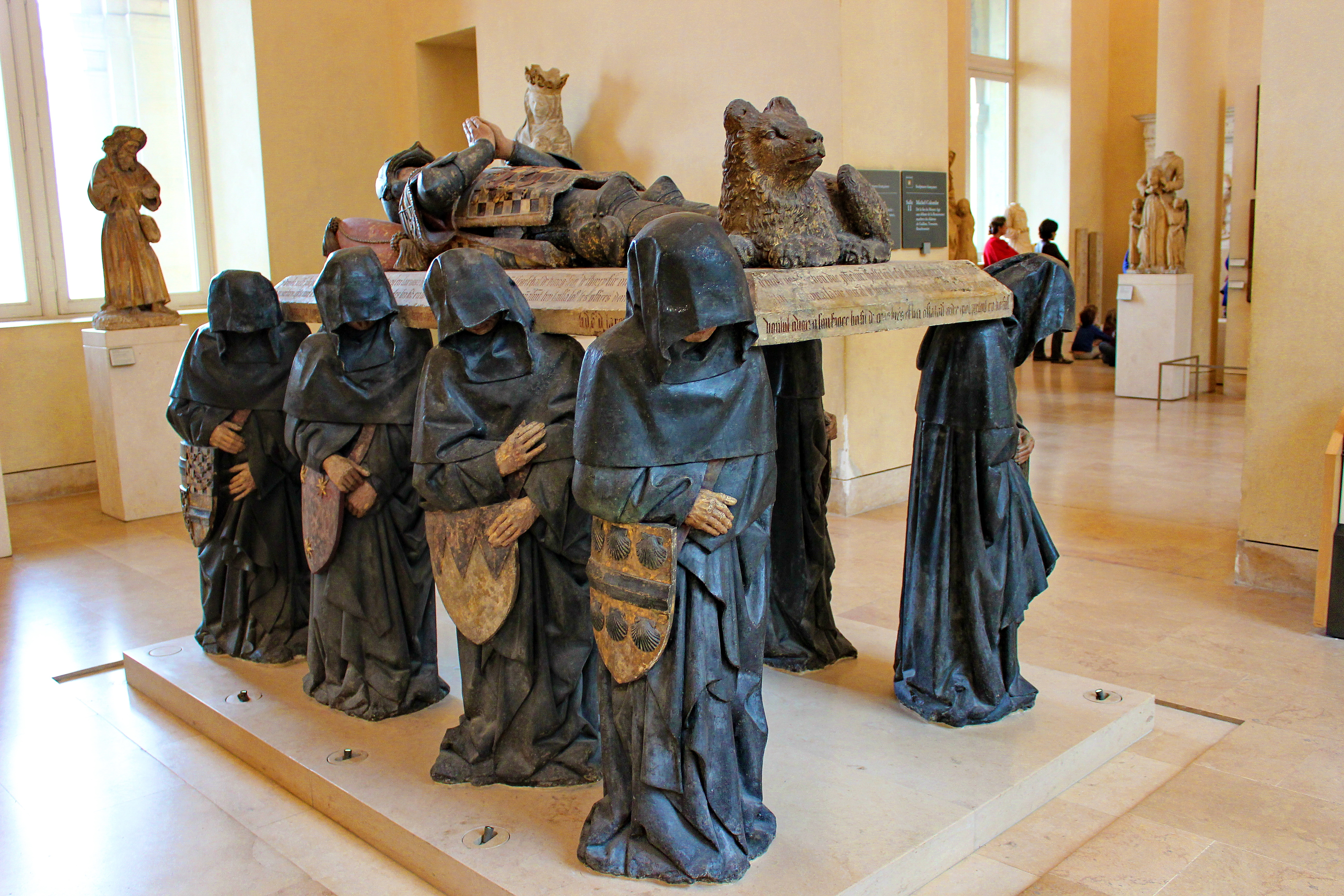
Pleurantes em tamanho real do túmulo de Philippe Pot, Louvre, Paris